# Saisinne
Saisinne (ou encore La Saisinne) est un hameau du village de Thieusies dans la Province de Hainaut en Belgique. Avec Thieusies il fait aujourd’hui partie de la ville et commune de Soignies (Région wallonne de Belgique).
Le hameau s’étend le long de la ‘rue de La Saisinne’ jusqu’au carrefour avec la ‘rue Reine de Hongrie’ où se trouve la chapelle Notre-Dame de la Saisinne. La 'rue Reine de Hongrie' conduit à la Route Nationale 6 (qui va de Bruxelles à Mons). Le hameau est resté essentiellement rural malgré la proximité de la ville de Soignies.
La ‘rue de la Saisinne’ longe le parcours du ruisseau Obrechoeil qui se jette dans la Haine à Obourg (Canal du Centre).

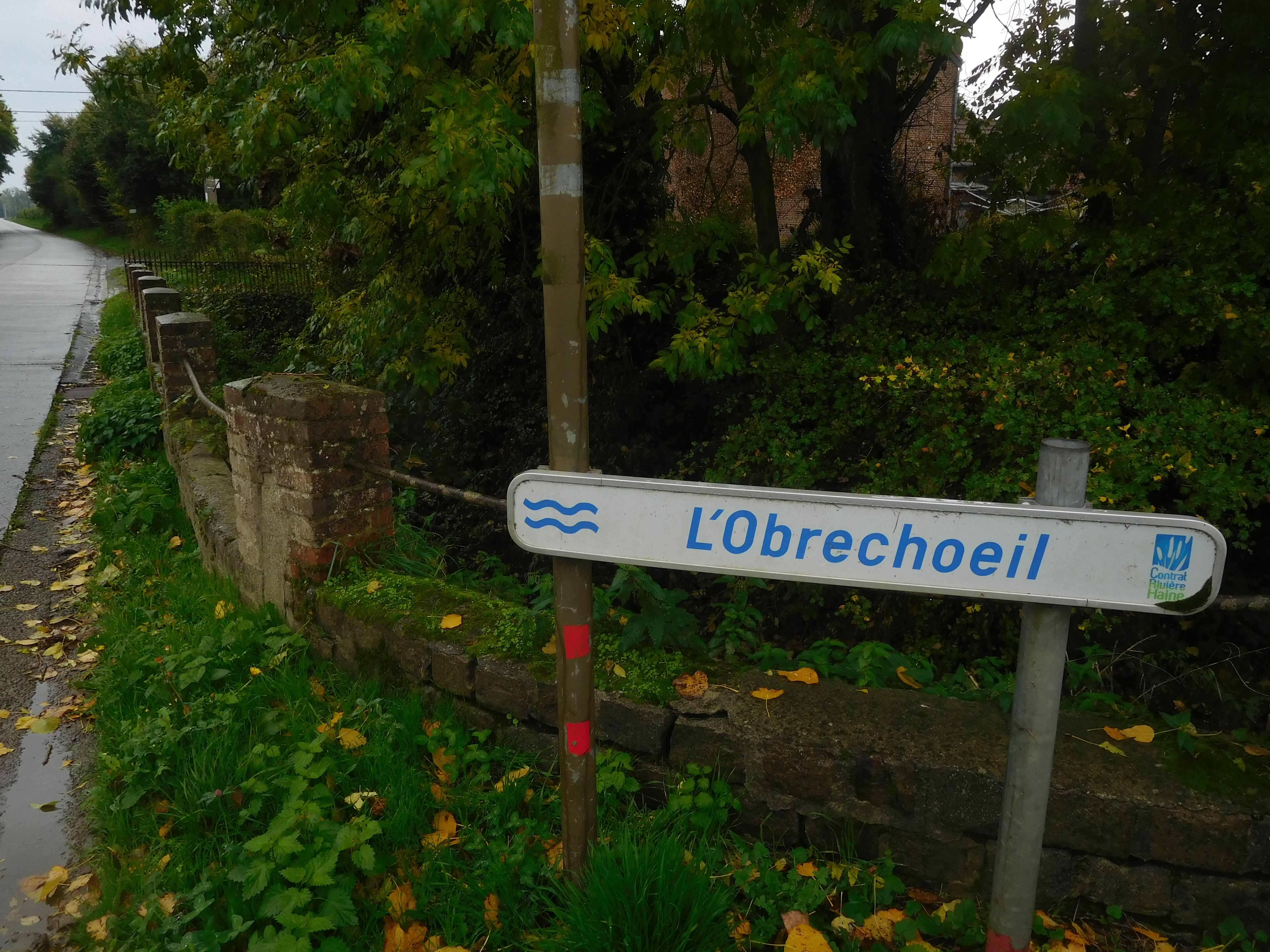
L'Obrechoeil passe sous la route, à Saisinne